# Hesperocyparis bakeri
Cupressus bakeri (кипарис Бейкера) — вид хвойних рослин родини кипарисових.

## Поширення, екологія
Країни поширення: Сполучені Штати Америки (Каліфорнія, Орегон). Росте на висотах 1100—2000 м над рівнем моря в змішаних вічнозелених лісах гірського хребта Сіскію (англ. Siskiyou Mountains). Так як і інші кипариси Каліфорнії, вид розділений на окремі деревостої, розділені, в більшості випадків, на досить великі відстані.

## Морфологія
Дерево до 30 м, діаметр стовбура до 0,5 м; крона широко стовпчаста, рідка. Найбільше дерево знаходиться в англ. Rogue River National Forest, його висота 39 м, діаметр 104 см, крона поширена на 9 м. Кора гладка спочатку, потім відшаровується. Листки лускоподібні, довжиною 2–5 мм, і ростуть на округлих (не сплощених) пагонах. Пилкові шишки 2–3 × 2–2,5 мм; пилкових мішечків 3–5, випускають пилок в лютому-березні. Шишки кулясті, в основному 1–2 см, сріблясті, не тьмяні; лусок 3–4 пари, як правило, покриті смоляними пухирцями. Насіння в основному 3–4 мм, від світло-коричневого до блідо-коричневого кольору. Шишки часто залишатися закритими протягом кількох років, відкриваючись тільки після того як батьківське дерева гине в лісовій пожежі, тим самим дозволяючи насінню колонізувати голу землю, що піддалась природному вогню.

## Використання
Комерційне використання не відоме для цього виду. Хоча дерева зберігають конічну крону, яка є привабливою в садах, його мало використовується в садівництві, ймовірно тому, що воно разюче не відрізняється від інших каліфорнійських видів.

## Загрози та охорона
Пожежі, що виникають занадто часто в кипарисових гаях можуть знищити поселення і, навпаки, пожежогасіння може також загрожувати виду, бо за відсутності пожежі більше субпопуляцій будуть замінені іншими хвойними. Вид присутній в кількох ПОТ.